# Székely B. Miklós
Székely B. Miklós (Budapest, 1948. szeptember 15. –) Jászai Mari-díjas magyar színész.

## Életpályája
1971–1972 között az MHD, 1972–1974 között pedig a Zrínyi Nyomda munkatársa volt. 1971-től 1981-ig a Stúdió K, az Orfeo együttes és a Természet Színház amatőr színésze volt. 1974 és 1977 között a Pannónia Filmstúdió tagja volt. 1983-tól öt évig a MAFILM színtársulatában szerepelt. 1996-tól 2000-ig az Új Színház tagja volt.

### Magánélete
A Monori Lili színésznővel való kapcsolatából született lánya Székely Rozi, aki szintén színésznő.

## Színházi szerepei
- Sipos Áron: Vurstli....
- Georg Büchner: Woyzeck....Woyzeck
- Genet: A balkon....Rendőrfőnök
- Marsall László: Sziporka és a sárkány....Lovag
- Kiss Anna: Borza....
- Molière: Don Juan....A Parancsnok szobra
- Federico García Lorca: Vérnász....Férfi
- Radicskov: Január....Lázár
- William Shakespeare: Hamlet....Hamlet atyja szelleme
- Csokonai Vitéz Mihály: Az özvegy Karnyóné s a két szeleburdiak....Karnyó
- Samuel Beckett: A játszma vége....
- Krobot: Gyöngéd barbárok.... Én (Bohumil)
- Füst Milán: Boldogtalanok....Székely Ferenc
- Csiky Gergely: Ingyenélők....Mákony Bálint
- Karamazov nővérek
- Hemingway-Róheim: A Kilimandzsáró hava....
- Aiszkhülosz-Pasolini: Argosz földje, én hazám....
- Puskin-Woolf-Eizenstein-Mejerhold: Poyntz Hall....
- Thomas Bernhard: Kant....
- Ramuz: A katona története....Ördög
- John Steinbeck: Élni....

## Színházi rendezései
- Samuel Beckett: A játszma vége. Katasztrófakomédia ("Matiné", 1996)[4][5]
- Samuel Beckett: Ó, azok a szép napok! (1999)[6]

## Filmszerepei

### Játékfilmek
| - Segesvár (1976) - Fogjuk meg és vigyétek! (1978) - Magyar rapszódia (1979) - Majd holnap (1979) - Térmetszés (1979) - Kabala (1982) - Egymásra nézve (1982) - Nyom nélkül (1982) - Alagút (1982) - Visszaesők (1983) - Sortűz egy fekete bivalyért (1984) - Őszi almanach (1984) - Óriás (1984) - Valaki figyel (1984) - Eszmélés (1984) - A rejtőzködő (1985) - Mata Hari (1985) - Érzékeny búcsú a fejedelemtől (1986) - Gondviselés (1986) - Szerelem első vérig (1986) - Szörnyek évadja (1987) - Hanussen (1988) - Kárhozat (1988) - Kiáltás és kiáltás (1988) - Iskolakerülők (1989) - A halálraítélt (1989) - Eldoráadó (1989) - Tutajosok (1989) - Túsztörténet (1989) - Vadon (1989) - Szürkület (1990) - Magyar rekviem (1990) - Utolsó hajó (1990) - Jó estét, Wallenberg úr! (1990) - Napló apámnak, anyámnak (1990) - Az utolsó nyáron (1991) - Sztálin menyasszonya (1991) - Kék Duna keringő (1991) - Árnyék a havon (1991) - A nyaraló (1991) - Erózió (1991) - Cinkekirály (1991) - Alkonyodik, a bárányok elvéreznek (1992) - Anna filmje (1992) - Neoszarvasbika (1992) - Sose halunk meg (1993) - Senkiföldje (1993) - Valamicske a banditák lelkéből (1993) - A magzat (1994) - Sátántangó (1994) | - Ébredés (1994) - Megint tanú (1995) - Az asszony (1996) - Szeressük egymást gyerekek! (1996) - Rothschild hegedűje (1996) - Balekok és banditák (1996) - Az én kis nővérem (1996) - A játékos (1997) - 6:3 (1998) - Országalma (1998) - Sitiprinc (1998) - Temetés (1998) - Anyád! A szúnyogok (1999) - Glamour (2000) - Felhő a Gangesz felett (2001) - A cigány hold - egy cella képei (2001) - Kelj fel, komám, ne aludjál! (2002) - Kísértések (2002) - Libiomfi (2003) - Az ember, aki nappal aludt (2003) - Rap, revű, Rómeó (2003) - Rózsadomb (2004) - Fiúk a házból (2004) - Kyrie (2004) - Dallas Pashamende (2004) - Le a fejjel! (2005) - Sorstalanság (2005) - A harag napja (2006) - De kik azok a Lumnitzer nővérek? (2006) - Töredék (2006) - Öreg fa (2006) - A hét nyolcadik napja (2006) - Süti (2007) - Majdnem szűz (2008) - Tabló – Minden, ami egy nyomozás mögött van!(2008) - A gyűjtő (2009) - Oda az igazság (2010) - Így ahogy vagytok (2010) - A nagy füzet (2013) - A fekete bojtár (2015) - Brazilok (2017) - Csandra szekere (2017) - 1945 (2017) - A hentes, a kurva és a félszemű (2018) - Drakulics elvtárs (2018) - Napszállta (2018) - A pásztor (2019) - Eltörölni Frankot (2021) - Átjáróház (2022) - Mesterjátszma (2023) - Borotvaélen táncolva (2024) |

### Tévéfilmek
| - Vizsgálat Martinovics Ignác szászvári apát és társai ügyében (1980) - Woyzeck (1981) - Faustus doktor boldogságos pokoljárása (1982) - Nápolyi mulatságok (1982) - Nagyvárosi kanyarok (1982) - Macbeth (1982) - Nagyúri mesterség (1983) - Egy golyó a szívbe (1986) - A fekete kolostor (1987) - Családi kör (1989) - Sárga pipacsok (1989) - Cikász és a halló pálmák (1989) - Gaudiopolis - In memoriam Sztehlo Gábor (1989) - Titok (1992) - Frici, a vállalkozó szellem (1993) - Közjáték (1993) - Rádióaktív BUÉK (1993) - Kis Romulusz (1994) - X polgártárs (1995) - Útrakelés (1995) | - Raszputyin (1996) - Neorománc (1996) - A szórád-ház (1997) - A cenzor (1999) - Valaki kopog (2000) - Családi album (2000) - Lili (2003) - Négyes pálya (2003) - Könyveskép (2004) - Kivilágos kivirradtig (2005) - A harmadik fiú (2006) - A Hortobágy legendája (2007) - Éji séták és éji alakok (2010) - Pillangó (2012) - A galamb papné (2013) - A mi kis falunk (2017–) - Cseppben az élet (2019) - Drága örökösök (2019) - Pilátus (2020) - Tündérkert – Kísértések kora (2023) |

## Díjai
- A filmszemle díj (1983, 1985)
- A filmkritikusok díja (1984)
- Jászai Mari-díj (1999)
- Las Vegas-i filmfesztivál – Legjobb férfi főszereplő (2020) a Pásztor című filmben nyújtott alakításáért